# Stuttgart Ballet
Stuttgart Ballet é a maior companhia alemã de balé e tem sua sede na cidade de Stuttgart. Este grupo se originou do balé real que residia na corte do Duque of Württemberg no começo de 1609. Em 1960 a companhia alcançou fama sob a direção de John Cranko, que deixou a posição de coreógrafo do Royal Ballet da Inglaterra, reuniu jovens bailarinos de todo o mundo e pôs em cena grandes balés, em suas versões originais, como também pequenas peças. 
Em 1962 com a estréia de "Romeu e Julieta". O Sttuttgart Ballet se apresenta em toda a Alemanha e em longas excursões pelo mundo.
Márcia Haydée, em 1961, convidada por John Cranko, tornou-se a primeira solista do Ballet de Stuttgart e, em 1976, tornou-se sua diretora. 